# Cabrero (kommun i Chile, Región del Biobío, Provincia de Biobío, lat -37,06, long -72,38)
Cabrero är en kommun i Chile.   Den ligger i provinsen Provincia de Biobío och regionen Región del Biobío, i den södra delen av landet, 400 km söder om huvudstaden Santiago de Chile.
I omgivningarna runt Cabrero växer i huvudsak städsegrön lövskog. Runt Cabrero är det ganska glesbefolkat, med 43 invånare per kvadratkilometer.